# Márk Jedlóczky
Márk L. Jedlóczky (Miskolc, 3 augustus 1999) is een Hongaars autocoureur.

## Carrière
Jedlóczky begon zijn autosportcarrière in 2014 in de slalom, waarbij hij drie van de vier evenementen waar hij zich voor inschreef wist te winnen. In 2015 maakte hij de overstap naar het circuitracen bij zijn deelname aan de Hongaarse FRT Series. In 2016 bleef hij actief in deze klasse en werd hij tweede in de eindstand.
In 2017 maakte Jedlóczky de overstap naar de D6-5-klasse van het FIA Central European Zone Circuit Championship, waarin hij de eerste twee races van het seizoen won. Hierna werd bekend dat hij dat jaar zijn debuut mocht maken in de TCR International Series in een Alfa Romeo Giulietta TCR bij het Unicourse Team tijdens zijn thuisrace op de Hungaroring. Hij eindigde de races op een zeventiende en vijftiende plaats.